# Joan Badaró
Joan Badaró (Canet de Mar, Maresme, 1815 - 1892) va ser un sacerdot franciscà que també fou botànic i músic.
Entrà a l'orde franciscà el 1832 a Barcelona. Quan s'esdevingué l'exclaustració de Mendizábal, abandonà el convent de Vic on estava estudiant i marxà a Milà, on s'ordenà sacerdot. Guanyà les oposicions a organista de la parròquia de Viena del Delfinat a França, i hi exercí aquesta tasca vint-i-cinc anys. D'allí marxà a Amèrica, on es feu càrrec de l'orgue de la catedral de l'Havana; aprofità la seva estada a Cuba per a conrear-hi la botànica.
De tornada a Catalunya, passà a exercir les funcions d'organista de l'església parroquial de Canet de Mar, població on constituí un jardí botànic. Al llarg de la seva vida aplegà més de cinc mil espècies vegetals.